# Rose Castle
Rose Castle er et 1500 m2 stor befæstet herregård, der ligger omkring 1,5 km fra landsbyen Dalston 6 km syd for Carlisle i Cumbria, England.
Det blev opført som hjem til biskoppen af Carlisle, som den blev brugt som fra 1230 til 2009. Det er tegnet af arkitekterne Anthony Salvin, og Thomas Rickman var ansvarlig for ændringer der blev udført i 1800-tallet.
Det er en listed building af første grad.
I september 2015 blev Rose Castle sat til salg for £2.950.000.